# Pachnephorus fulvus
Pachnephorus fulvus es una especie de insecto coleóptero de la familia Chrysomelidae.
Fue descrita científicamente en 1976 por Lopatin.